# 胡超 (清朝)
胡超（1776年—1849年），清朝将领，四川长寿县（今重庆市长寿区双龙镇）人，官至甘肃提督。
读书应试不中，入伍从军，参加苗疆之役有功。嘉庆初期，率乡勇转战，参与镇压川、楚、陕白莲教起事。擢升为都司，因事夺职。入京，考充国史馆供事。嘉庆十八年（1813年）参与镇压林清，大学士勒保推荐赴河南军营。跟随杨遇春立功，克滑县，复原官。嘉庆十九年（1814年），从遇春平三才峡杀死麻大旗、刘二，擒获龚贵等，赐号劲勇巴图鲁。擢升为陕西循化营参将。道光元年（1821年），征讨叛番，在博洛托亥、乌兰哈达战胜，夜袭冻雪岭，擢升为甘肃永昌协副将，驻防西宁。道光六年（1826年）从杨芳赴回疆平定张格尔叛乱，加总兵衔。道光七年（1827年），擢升为四川重庆镇总兵。是年冬，与杨芳追张格尔至喀尔铁盖山，他和段永福夺其刀，生擒张格尔，封骑都尉世职，授乾清门侍卫。道光帝称赞他“雄勇超群，名实克称”。历任古北口、固原提督，授甘肃提督。
道光十年（1830年），率兵征讨浩罕、安集延入侵，军至英吉沙尔，解喀什噶尔之围。凯旋，调固原提督。道光十六年（1836年），入觐，命在御前行走。鸦片战争爆发，道光二十一年（1841年），率兵二千赴山海关驻防。因浙江海防急，授参赞大臣赴援，后来留防天津。跟随郡王僧格林沁视察直隶、山东海口防务，次年撤防归伍。调甘肃提督。道光二十六年（1846年），因西宁番叛乱，调援不力，革职留爵骑都尉。请求病归，给半俸。道光二十九年（1849年），去世。

## 外部來源
- 《清史稿》卷三百六十八 列传一百五十五